# Дружинина, Светлана Сергеевна
Светла́на Серге́евна Дружи́нина (род. 16 декабря 1935, Москва, СССР) — советская и российская актриса, кинорежиссёр, сценаристка, кинопродюсер; народная артистка Российской Федерации (2001). Известна в первую очередь как режиссёр фильмов о гардемаринах.

## Биография
Родилась 16 декабря 1935 года в Москве в семье Сергея Ивановича Дружинина и Анны Ивановны Мызниковой (1910—1990). Отец работал шофёром (погиб во время Великой Отечественной войны), мать работала воспитательницей в детском саду. Семья жила в Марьиной Роще.
В 11 лет поступила в цирковое училище, где год занималась в группе цирковых акробатов. Позже перешла в хореографическое училище при Московском академическом музыкальном театре имени К. С. Станиславского и Вл. И. Немировича-Данченко. В 1955 году окончила хореографическое училище Государственного академического Большого театра. Из-за травмы руки балет пришлось оставить.
Дебютировала в кино в роли продавщицы Сони Божко в фильме «За витриной универмага» (1955).
С 1955 по 1965 год — актриса киностудии имени М. Горького.
В 1960 году окончила актёрский факультет Всесоюзного государственного института кинематографии (мастерская Ольги Пыжовой и Бориса Бибикова). Училась вместе с Софико Чиаурели, Ариадной Шенгелая и Леонидом Куравлёвым.
В 1969 году окончила режиссёрский факультет ВГИКа (мастерская Игоря Таланкина), защитив диплом фильмом «Зинка» (совместно с Валентином Поповым). По окончании института работала режиссёром на киностудии «Мосфильм». В 1973 году сняла свой первый полнометражный фильм «Исполнение желаний» по роману Вениамина Каверина.
Работала ведущей первых выпусков «КВН», а также телевизионных концертов и детских передач (вместе с Михаилом Державиным).
Президент Всероссийского фестиваля исторических фильмов «Вече» (Великий Новгород).
Член Союза кинематографистов Российской Федерации, Российской академии кинематографических искусств, Национальной академии кинематографических искусств и наук России, академик Петровской академии наук и искусств.

## Семья
Муж (с 1958 года) — Анатолий Мукасей (род. 1938), кинооператор; народный артист РФ (2009).
Старший сын — Анатолий Мукасей (1959—1987), художник.
Младший сын — Михаил Мукасей (род. 1966), кинооператор и кинопродюсер.

## Общественная позиция
В марте 2014 года поддержала аннексию Крыма, подписала письмо президенту России Владимиру Путину в поддержку аннексии.
В 2021 году — доверенное лицо партии «Справедливая Россия — За правду» на выборах в Государственную думу РФ VIII созыва.
Поддержала вторжение России на Украину. "Переживаю, что с 2022 года не было снято ни одной художественной картины об СВО", — заявила Дружинина.

## Фильмография

### Актёрские работы
| Год  |     | Название               | Роль                                            |
| ---- | --- | ---------------------- | ----------------------------------------------- |
| 1955 | ф   | За витриной универмага | Соня Божко, продавщица                          |
| 1956 | ф   | Песня табунщика        | девушка в консерватории (эпизод)                |
| 1957 | ф   | Дело было в Пенькове   | Лариса, дочка председателя и жена Матвея        |
| 1960 | ф   | Мост перейти нельзя    | подруга Бифа Ломена (эпизод)                    |
| 1960 | кор | Плохая примета         | Клава                                           |
| 1961 | ф   | Девчата                | Анфиса Павловна, телефонистка на коммутаторе    |
| 1961 | ф   | Орлиный остров         | Ирина Родова, археолог                          |
| 1962 | ф   | На семи ветрах         | Тоня Байкова, медсестра прифронтового госпиталя |
| 1962 | ф   | Где-то есть сын        | Надя                                            |
| 1963 | кор | Собирающий облака      | учительница                                     |
| 1964 | ф   | Какое оно, море?       | Людмила, мама Ануси                             |
| 1964 | ф   | Пятый тополь           | Имя персонажа не указано                        |
| 1965 | ф   | Любимая                | Софья                                           |
| 1965 | ф   | Одиночество            | Мария Косова                                    |
| 1970 | ф   | Сердце России          | Ольга Николаевна (эпизод, нет в титрах)         |

### Дубляж
| Год  |   | Название                               | Роль                               |
| ---- | - | -------------------------------------- | ---------------------------------- |
| 1961 | ф | Пароль «Виктория» / Un giorno da leoni | Mariuccia (роль Карлы Гравины)     |
| 1963 | ф | Знаки зодиака / Los signos del zodiaco | Estella Valter (роль Глории Силвы) |

### Режиссёрские, сценарные и продюсерские работы
| Год       |     | Название                                       | Роль                                                        |
| --------- | --- | ---------------------------------------------- | ----------------------------------------------------------- |
| 1969      | кор | Зинка                                          | режиссёр (дипломная работа; совместно с Валентином Поповым) |
| 1973      | ф   | Исполнение желаний                             | режиссёр                                                    |
| 1976      | ф   | Солнце, снова солнце                           | режиссёр, сценаристка                                       |
| 1979      | тф  | Сватовство гусара                              | режиссёр, сценаристка                                       |
| 1980      | тф  | Дульсинея Тобосская                            | режиссёр                                                    |
| 1982      | тф  | Принцесса цирка                                | режиссёр, сценаристка                                       |
| 1987      | мтф | Гардемарины, вперёд!                           | режиссёр, сценаристка                                       |
| 1991      | ф   | Виват, гардемарины!                            | режиссёр, сценаристка                                       |
| 1992      | ф   | Гардемарины III                                | режиссёр, сценаристка                                       |
| 2000—2013 | с   | Тайны дворцовых переворотов. Россия, век XVIII | режиссёр, сценаристка, в трёх фильмах продюсер              |
| 2020      | ф   | Гардемарины 1787. Мир                          | режиссёр, сценаристка, продюсер                             |
| 2023      | ф   | Гардемарины 1787. Война                        | режиссёр, сценаристка, продюсер                             |

### Режиссёр дубляжа
| Год  |   | Название                                               | Роль             |
| ---- | - | ------------------------------------------------------ | ---------------- |
| 1976 | ф | Прокажённая / Trędowata                                | режиссёр дубляжа |
| 1976 | ф | Брюнет вечерней порой / Brunet wieczorową porą         | режиссёр дубляжа |
| 1976 | ф | Вендетта по-корсикански / Les grands moyens            | режиссёр дубляжа |
| 1976 | ф | Городок Анара / ქალაქი ანარა                           | режиссёр дубляжа |
| 1977 | ф | А что, если поесть шпината? / Coz takhle dát si spenát | режиссёр дубляжа |

## Награды
Государственные награды:
- Заслуженный деятель искусств РСФСР (14 декабря 1989) — за заслуги в области советского искусства[18]
- Народная артистка Российской Федерации (1 ноября 2001) — за большие заслуги в области искусства[19]
- орден Почёта (3 апреля 2006) — за заслуги в области культуры и искусства, многолетнюю плодотворную деятельность[20]
- орден Дружбы (9 января 2012) — за большие заслуги в развитии отечественной культуры и искусства, многолетнюю плодотворную деятельность[21]
- орден «За заслуги в культуре и искусстве» (14 марта 2024) — за заслуги в развитии отечественной культуры и искусства, многолетнюю плодотворную творческую деятельность[22][23][24]

Другие награды, премии, поощрения и общественное признание:
- Лауреат Национальной премии общественного признания достижений женщин «Олимпия» Российской Академии бизнеса и предпринимательства за 2002 год[25]
- Специальный приз «немеркнущая зрительская любовь» кинофестиваля «Виват кино России!» (Санкт-Петербург, 2006)[2][26]
- Благодарность президента Российской Федерации (12 декабря 2010) — за большой вклад в развитие отечественной культуры и многолетнюю творческую деятельность[27]
- Царскосельская художественная премия (2017)[28]
- Приз 42-го ММКФ (2020) — за многолетнее служение искусству кино[29]
- «Золотой орёл» (2021) — за вклад в кинематограф[30]
- Специальный приз «за духовность в искусстве» кинофестиваля «Виват кино России!» (Санкт-Петербург, 2022)[31][32]